# Narcissus tortifolius
El Narcissus tortifolius és un tipus de narcís endèmic de la província d'Almeria i el Camp de Cartagena a la Regió de Múrcia, d'Espanya.

## Descripció
Es tracta d'una planta molt ben adaptada a les condicions d'aridesa del sud-est de la península Ibèrica. Creix en terrenys d'esparts i farigoles.
Brota del bulb durant el mes de desembre i floreix entre febrer i març.
A Cartagena es poden trobar en les poblacions de La Azohía i Isla Plana a dins del Parc Natural de la Sierra de la Muela, Cabo Tiñoso y Roldán, així com a l'espai de Cabezos del Pericón y Sierra de los Victorias, protegit com a Lloc d'Importància Comunitària.

## Taxonomia
Va ser descrit per primera vegada a Sorbas el 1977. Posteriorment es van trobar noves poblacions d'aquesta espècie en altres zones d'Almeria - com a Turre - i l'any 2000 es van descobrir algunes més a Cartagena, Fuente Álamo i Mazarrón.
Narcissus tortifolius va ser descrita per Francisco Javier Fernández Casas i publicat a Saussurea 8: 43. 1977
Citologia
Nombre de cromosomes de Narcissus tazetta (Fam. amaril·lidàcies) i tàxons infraespecífics: 2n=20,21,30,31. 2n=22.
Etimologia
Narcissus nom genèric que fa referència del jove narcisista de la mitologia grega Νάρκισσος (Narkissos) fill del déu riu Cefís i de la nimfa Liríope; que es distingia per la seva bellesa.
El nom deriva de la paraula grega: ναρκὰο, narkào (= narcòtic) i es refereix a l'olor penetrant i embriagant de les flors d'algunes espècies (alguns sostenen que la paraula deriva de la paraula persa نرگس i que es pronuncia Nargis, que indica que aquesta planta és embriagadora).
tortifolius: en llatí significa "de fulles retorçades", fent referència a la torsió de les seves fulles.

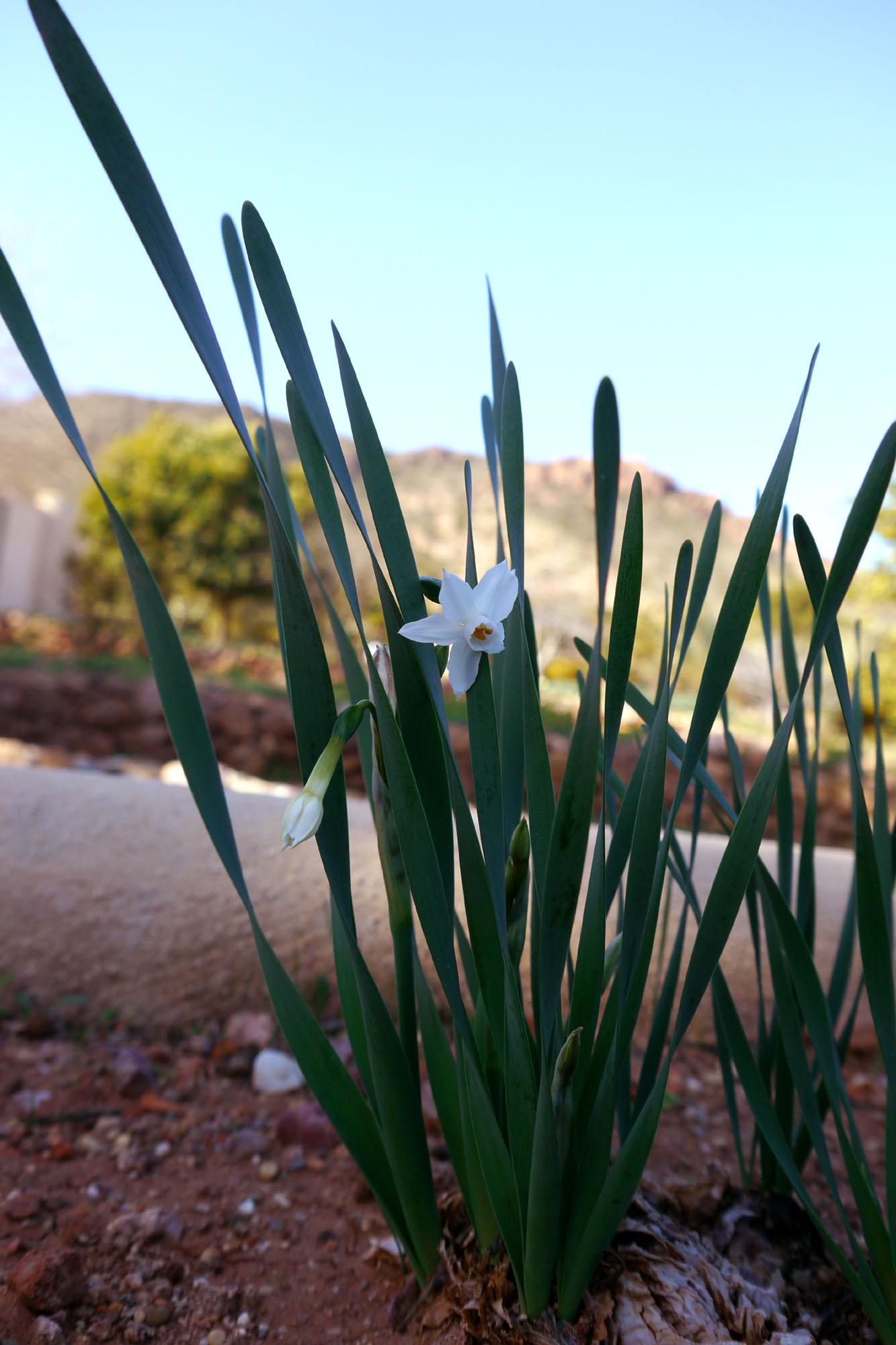
Narcissus tortifolius al Jardí Botànic del Albardinar (Rodalquilar).
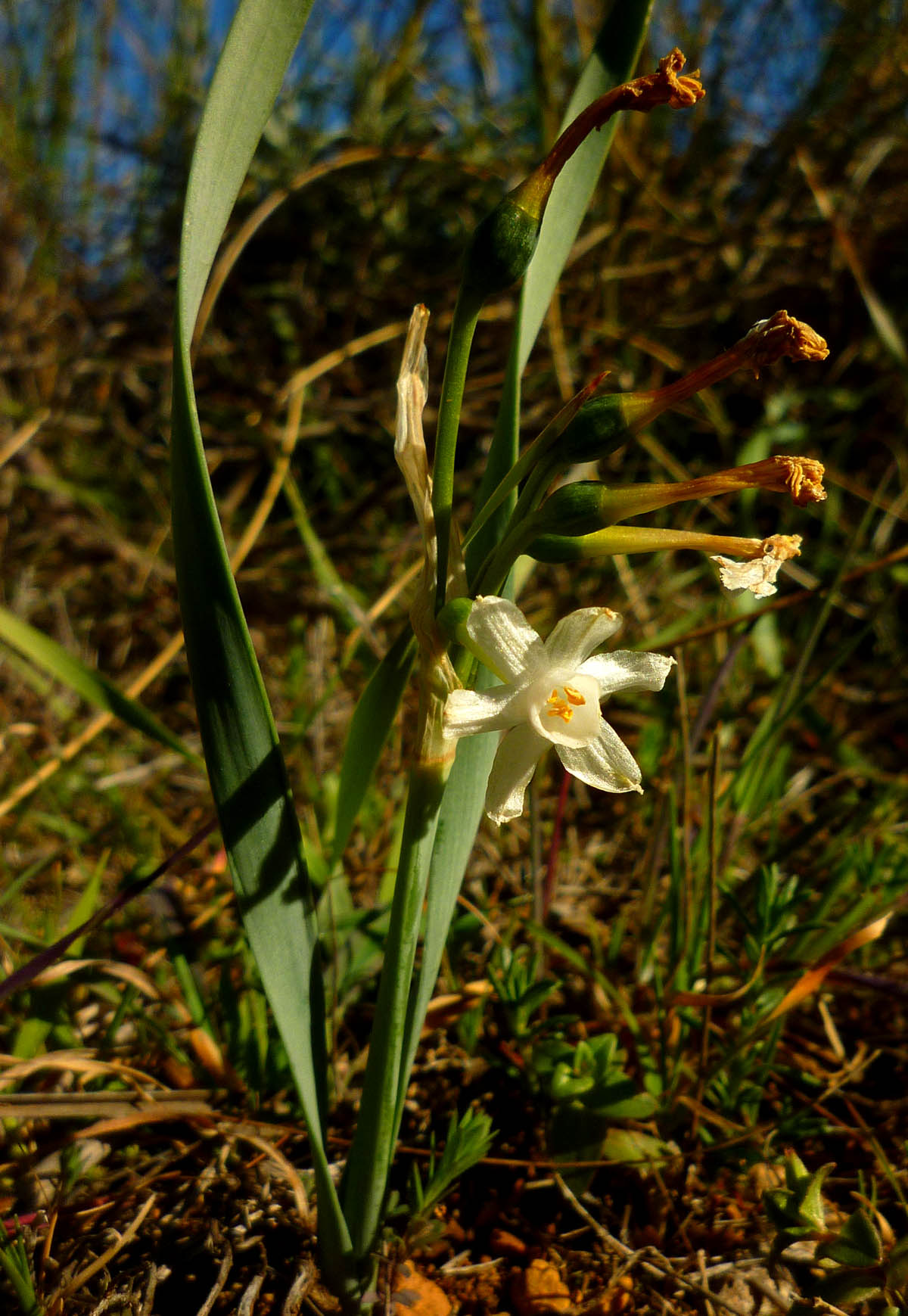
Narcissus tortifolius a Peñas Blancas Cartagena
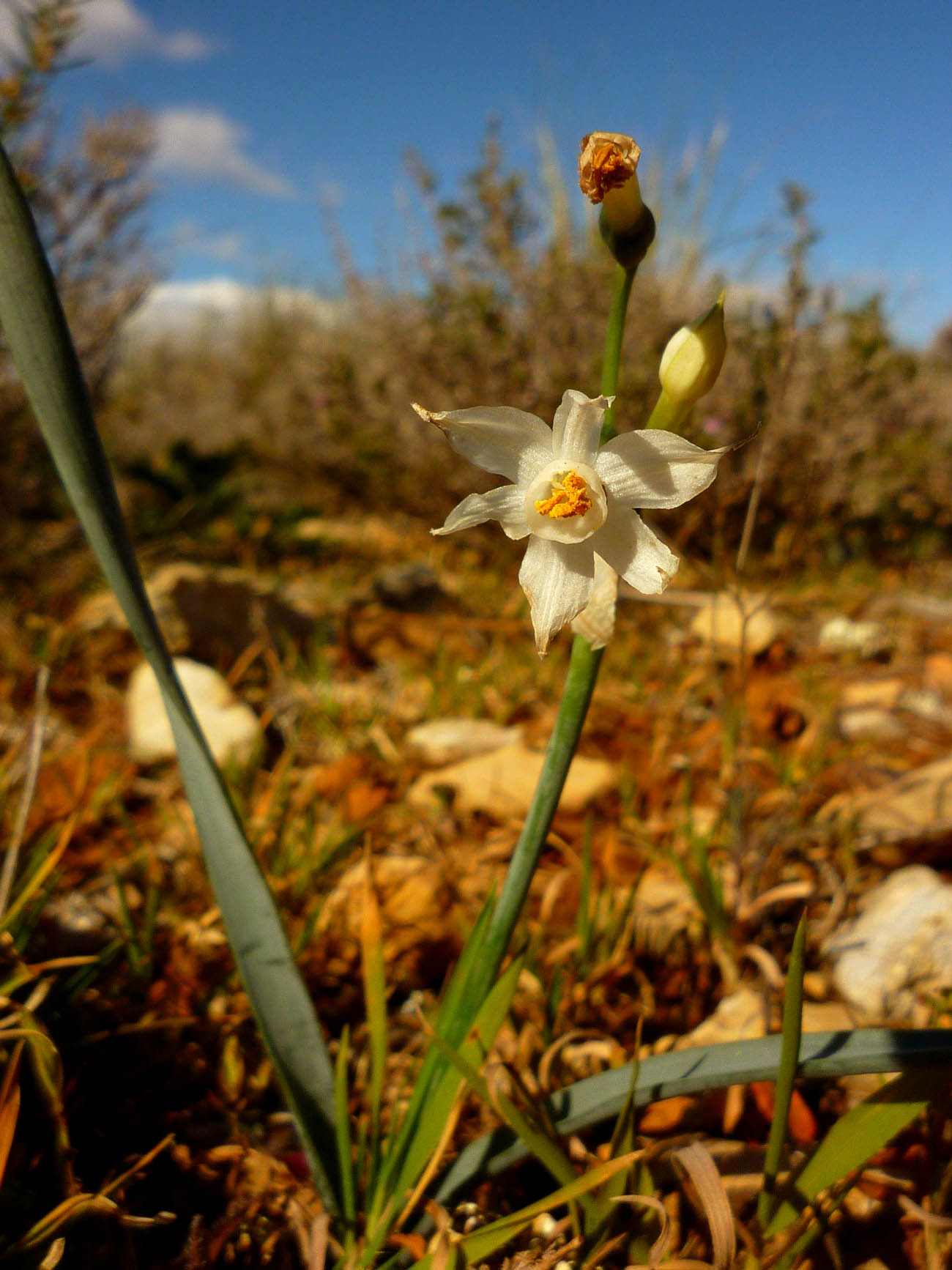
Narcissus tortifolius a Peñas Blancas